# Hudene
Hudene är kyrkbyn i Hudene socken och en småort i Herrljunga kommun i Västra Götalands län, belägen längs Nossan 6 km utanför Herrljunga.
I Hudene finns bland annat Hudene kyrka, en golfbana, låg- och mellanstadieskola, närbutik och industriföretaget Lesjöfors AB.